# 루앙프라방주
루앙프라방주(라오어: ຫຼວງພະບາງ)는 라오스 북부에 위치한 주로, 주도는 루앙프라방이며 면적은 16,875km2, 인구는 431,889명(2015년 기준), 인구밀도는 25.6명/km2이다. 북쪽으로는 퐁살리도, 북동쪽으로는 베트남, 동쪽으로는 후아판주, 남동쪽으로는 시앙쾅주, 남쪽으로는 비엔티안주, 남서쪽으로는 사이냐불리주, 서쪽으로는 우돔사이주와 접한다.

## 역사
1707년 란상 왕국의 분열로 루앙프라방 왕국이 건국되었다. 그러나 왕권이 란쌍 왕조보다 약해져, 시암과 버마에 공물을 바치는 처지로 전락했다.
1887년 흑기군에 괴멸적인 타격을 입자 루앙프라방 왕국은 프랑스의 보호를 받아들였다. 1949년 루앙프라방 왕국이 해체되고 프랑스 연합 라오스 왕국에 통합되었다.

## 지리
루앙프라방주는 라오스의 지방이며, 16,875평방 킬로미터를 차지하고 있다. 베트남의 선라 성과 디엔비엔 성에 접해 있다.

## 행정 구역
12개의 군이 있다.
| 지도 | 코드         | 이름                               | 라오어 |
| ---- | ------------ | ---------------------------------- | ------ |
|      |              |                                    |        |
| 6-01 | 루앙프라방군 | 라오어: ເມືອງຫຼວງພະບາງ 므앙 루앙파방 |        |
| 6-02 | 시앙응은군   | 라오어: ເມືອງຊຽງເງິນ 므앙 시앙응은   |        |
| 6-03 | 난군         | 라오어: ເມືອງນານ 므앙 난            |        |
| 6-04 | 빡우군       | 라오어: ເມືອງປາກອູ 므앙 빡우         |        |
| 6-05 | 남박군       | 라오어: ເມືອງນ້ຳບາກ 므앙 남박        |        |
| 6-06 | 응오이군     | 라오어: ເມືອງງອຍ 므앙 응오이        |        |
| 6-07 | 빡생군       | 라오어: ເມືອງປາກແຊງ 므앙 빡생       |        |
| 6-08 | 폰사이군     | 라오어: ເມືອງໂພນໄຊ 므앙 폰사이      |        |
| 6-09 | 쫌펫군       | 라오어: ເມືອງຈອມເພັດ 므앙 쫌펫       |        |
| 6–10 | 위앙캄군     | 라오어: ເມືອງວຽງຄຳ 므앙 위앙캄      |        |
| 6–11 | 푸쿤군       | 라오어: ເມືອງພູຄູນ 므앙 푸쿤          |        |
| 6–12 | 폰통군       | 라오어: ເມືອງໂພນທອງ 므앙 폰통       |        |